# Nausicaä aus dem Tal der Winde (Anime)
Nausicaä aus dem Tal der Winde (japanisch 風の谷のナウシカ, Kaze no Tani no Naushika; auch englisch Nausicaä of the Valley of the Wind; Alternativtitel: Nausicaä – Prinzessin aus dem Tal der Winde) ist ein Anime-Film aus dem Jahr 1984 von Hayao Miyazaki. Er basiert auf dem Manga Nausicaä aus dem Tal der Winde, der ebenfalls von Hayao Miyazaki geschaffen wurde. Manga und Anime waren sehr erfolgreich; auch Jahre nach dem Film gilt Nausicaä als eine der beliebtesten Anime-Figuren in Japan.
Der Film wird häufig als erster des Studios Ghibli bezeichnet, obwohl er nicht in diesem Studio entstanden ist. Vielmehr erlaubte erst der wirtschaftliche Erfolg von Nausicaä-Regisseur Hayao Miyazaki 1985 die Gründung des Animationsstudios, und viele der am Film Beteiligten waren später auch bei Ghibli tätig.

## Handlung

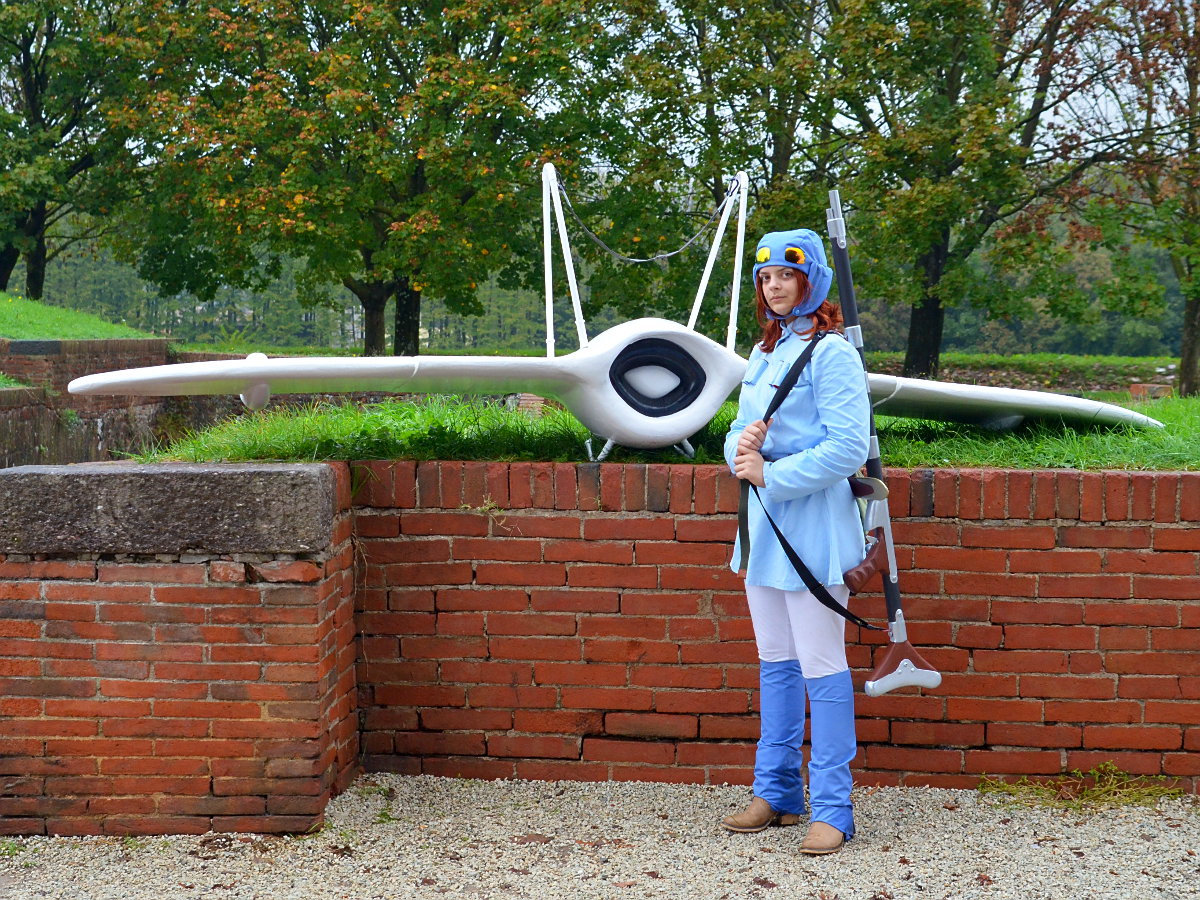
Cosplayerin als Nausicaä mit ihrem Gleiter

In einer fernen, postapokalyptischen Zukunft ist ein Großteil der Erde vom „Meer der Fäulnis“ bedeckt, einem riesigen, giftigen Pilzwald, der sich ständig ausdehnt und auch die letzten der von den wenigen noch lebenden Menschen bewohnten Landstriche zu überwuchern droht. Der Wald entstand nach den „Sieben Tagen des Feuers“, einem großen globalen Krieg, in dem riesige künstliche Krieger eingesetzt wurden, die Titanen. Dieser Krieg hatte den völligen Zusammenbruch der modernen Zivilisation zur Folge. Seitdem breitet sich der Wald immer weiter aus und die Menschheit schrumpft. Zwar blieben einige Erfindungen wie die Luftfahrt erhalten, doch viele Technologien früherer Zeiten sind in Vergessenheit geraten, und die verbliebenen Menschen leben in einfachen Verhältnissen. Viele betrachten den Wald und die in ihm lebenden riesigen Insekten und die hausgroßen asselartigen Ohmu als Todfeinde.
Nausicaä ist die Prinzessin des „Tals der Winde“, das durch vom Meer wehende Winde vor den Sporen der Giftpilze geschützt wird. Sie hat ein besonderes Gespür für den Umgang mit Tieren und der Natur und ist zugleich eine talentierte Fliegerin. Sie untersucht die Pflanzen des Pilzwaldes und findet heraus, dass ihr Gift auf den überall verseuchten Erdboden zurückgeht.
Kurz nachdem ihr alter Lehrer, der Schwertmeister Yupa, wieder ins Tal zurückkehrt, stürzt ein großes Transportschiff aus dem Königreich Torumekia im Tal der Winde ab. Unter den Opfern ist auch eine Prinzessin von Pejite. Bevor auch sie stirbt, bittet sie Nausicaä, die Ladung des Luftschiffes zu vernichten, die den Embryo eines Kriegstitanen enthält. Bald greift die torumekische Armee an, besetzt das Tal und einige Soldaten töten Nausicaäs bettlägerigen Vater. Daraufhin gerät Nausicaä in Rage und tötet im Kampfesrausch fünf der Soldaten, bevor sie von Yupa aufgehalten wird, um ihr Volk nicht ins Verderben zu stürzen. Die Anführerin der torumekischen Truppen, Prinzessin Kushana, verkündet den Talbewohnern ihre Absicht, die gesamte Menschheit zu vereinen, um dann das Meer der Fäulnis mit den Insekten auszurotten. Kushana hegt auch einen persönlichen Hass gegen die Insekten, die ihr einst einen Arm und beide Beine nahmen, an deren Stellen sie nun Prothesen trägt. Das Königreich Pejite hatte sie mit ihren Truppen bereits angegriffen, um sich jenen Embryo anzueignen, der nun im Tal der Winde zu einem ausgewachsenen Titanen ausgebrütet werden soll. Auch die Widerrede der Ältesten des Tals, nach der das Meer der Fäulnis niemals angetastet werden dürfe, da ansonsten durch eine Insektenflut das Land der Menschen zerstört und danach vom Giftwald verschlungen würde, kann die Torumekier nicht von ihrem Plan abhalten. Kushana beschließt, nach Pejite zurückzukehren, und lässt ihren Stabsoffizier Kurotowa mit einer kleinen Streitmacht zurück. Nausicaä, die inzwischen bereut, fünf Menschen getötet zu haben, und einige Krieger des Tals, darunter der oberste Burgdiener Mito, sollen sie als Geiseln begleiten.
Über dem Meer der Fäulnis wird ihre Flotte von einem Jäger aus Pejite angegriffen. Beim Luftkampf kann Nausicaä mit Mito und den anderen Kameraden fliehen und rettet dabei auch Kushana aus ihrem abstürzenden Schiff. Im Meer der Fäulnis bringt Kushana mit einem Schuss die Ohmu auf, doch kann Nausicaä mit ihnen kommunizieren und sie beruhigen. Daraufhin sucht sie den Piloten aus Pejite, der ebenfalls abgestürzt ist, und die anderen nehmen Kushana gefangen und kehren zurück ins Tal der Winde. Nachdem Nausicaä den Piloten, den Prinzen Asbel von Pejite, gefunden hat, stürzen beide in die Kavernen unter dem Meer der Fäulnis. Hier sind Luft, Boden und Wasser rein, und Nausicaä entdeckt, dass die Bäume des Pilzwaldes beim Absterben nicht verfaulen, sondern versteinern und schließlich in den so entstandenen Hohlräumen zu ungiftigem Sand zerfallen. Dies erfüllt sie mit einem tiefen Gefühl der Glückseligkeit, weil sie hofft, dass dadurch die verseuchte Welt letztendlich gereinigt wird.
Als sie und Asbel später auf Überlebende des Volks von Pejite treffen, erfährt Nausicaä, dass auch diese das Meer der Fäulnis vernichten wollen. Sie haben mit einer verletzten Ohmu-Larve eine Ohmu-Herde nach Pejite gelockt, um die Armee Kushanas zu vernichten, und zerstörten so Pejite. Nun soll das Gleiche im Tal der Winde geschehen, um die torumekische Armee endgültig zu besiegen. Im Tal der Winde kämpfen die Menschen gegen Pilzsporen, die von den Torumekiern in das Tal gebracht wurden und die Pflanzen bedrohen. Nach der Rückkehr von Nausicaäs Kameraden erheben sie sich schließlich gegen die Besatzung, aber Kushana kann aus ihrer Gefangenschaft entkommen und zu ihrer Armee zurückkehren.
Nausicaä flieht vor den Menschen Pejites, während die torumekische Armee sie angreift. Yupa, der von Mito hergebracht wurde, hilft im Kampf gegen die Torumekier, während Nausicaä mit Mitos Hilfe die Ohmu-Larve retten kann. Doch die Herde lässt sich davon nicht mehr besänftigen und läuft weiter. Die torumekische Armee, kurz vor einem Angriff auf die Bewohner des Tals, belebt den Titanen, damit er die Herde aufhält. Doch dieser fällt in sich zusammen, da er noch nicht vollständig regeneriert war. Schließlich versucht Nausicaä, die Ohmus aufzuhalten, und wird dabei von ihnen überrannt. Ihr Opfer kann die Herde besänftigen und die Menschen des Tals und die Armee sind gerettet. Nausicaä, deren Taten ihr Volk an die Erlöserin aus einer alten Prophezeiung erinnern, wird von den Ohmu geheilt. Sie hat die Bewohner des Tals, von Pejite und Kushana überzeugt, dass die Natur nicht ihr Feind ist und sie sich nicht gegenseitig bekämpfen sollten.

## Produktion

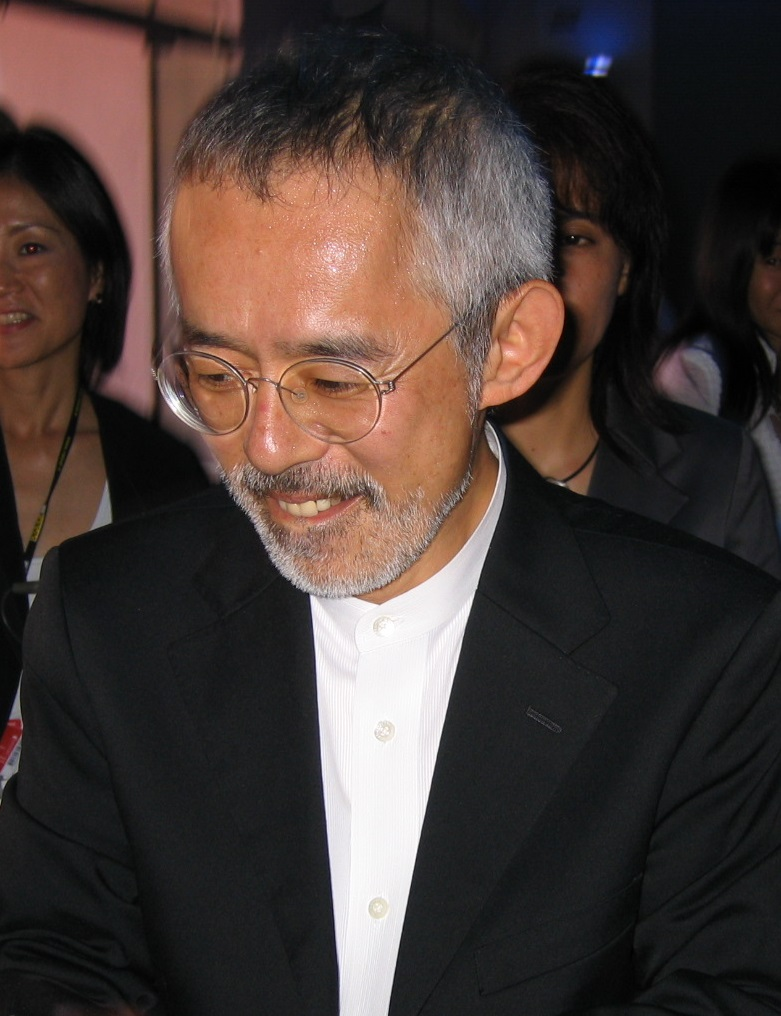
Toshio Suzuki trieb die Entstehung des Films voran

Hayao Miyazakis Manga Nausicaä aus dem Tal der Winde erschien seit 1982 im Magazin Animage des Verlags Tokuma Shoten. Er basierte unter anderem auf Miyazakis Eindrücken von der griechischen mythologischen Gestalt Nausikaa sowie der japanischen Erzählung Mushi Mezuru Himegimi, „die Insekten liebende Prinzessin“, und vermittelte Miyazakis pazifistische, umweltbewusste und zunehmend pessimistische Weltsicht in Form einer Dystopie. Bereits seit 1980 brachte Miyazaki immer wieder Ideen für Filme bei Tokuma Shoten ein. Mit dessen Redakteur des Magazins Animage und später Produktionschef bei Studio Ghibli, Toshio Suzuki, war Miyazaki befreundet. Doch wollte der Verlag keine Produktion unterstützen, die nicht auf einem bereits erfolgreichen Werk basiert. Daher wurde der Stoff von Miyazaki zunächst als Manga für das Magazin umgesetzt. Bald nach Start der Serie fragten viele Leser nach, wann der Manga als Film umgesetzt werden würde. Da die Nachfrage so groß war, finanzierte der Verlag eine Verfilmung der Serie, bei der Miyazaki Regie führen sollte. Er war zuvor bereits Regisseur bei Das Schloss des Cagliostro und an vielen weiteren Anime-Produktionen beteiligt gewesen. Für die Produktion unterbrach er die Arbeit am Manga. Des Weiteren wurde der Film von der Werbeagentur Hakuhōdō finanziert, in der Miyazakis jüngerer Bruder arbeitete. Unklar ist, ob Suzuki die Verfilmung von Beginn des Mangas an geplant hatte. Miyazaki selbst weist das von sich, er habe den Manga als solchen angelegt, mit den Besonderheiten des Mediums, was die Verfilmung besonders schwierig gemacht habe.
Der Kinofilm umfasst etwa die ersten 16 Kapitel des Mangas, mit großen inhaltlichen Änderungen. Da die Handlung des Mangas noch nicht weit fortgeschritten war, musste für den Film ein eigenes Ende geschrieben werden. So wurden einer der Haupt-Antagonisten des Comics, das Reich Doruk, gegen das Krieg geführt wurde, komplett entfernt und stattdessen der Konflikt zu einem zwischen Torumekia und dem Stadtstaat Pejite um den Titanen umgeschrieben, der sich im Rahmen des Films mit Nausicaäs Auftritt als Erlöserin positiv abschließen ließ. Bei der Produktion von Studio Topcraft, aus dem das spätere Studio Ghibli hervorging, führte Hayao Miyazaki Regie und schrieb gemeinsam mit Kazunori Ito auch das Drehbuch. Zusammen mit Produzent Isao Takahata entstanden Drehbuch und Filmkonzept innerhalb von drei Monaten. Die gesamte Produktion dauerte etwa neun Monate, von Ende Mai 1983 bis Anfang März 1984. Die später viel gelobte hohe Qualität der Animation wird auch darauf zurückgeführt, dass zur Zeit der Entstehung sehr viele Animatoren Arbeit suchten und das Studio daher vor allem hochqualifizierte Kräfte zu geringem Lohn verpflichten konnte. So konnten beispielsweise Schlüsselbildzeichner und Layoutzeichner als Zwischenphasenzeichner beschäftigt werden, was normalerweise geringer Qualifizierte übernehmen. Das Charakterdesign entwarf Kazuo Komatsubara auf Grundlage von Miyazakis Manga. Die künstlerische Leitung lag bei Mitsuki Nakamura. Für die Musik, komponiert von Joe Hisaishi, war zunächst ein anderer Komponist vorgesehen. Nachdem Hisaishi aber Miyazaki und Takahata seine früheren Werke hatte zukommen lassen – 1983 erschien das erste Album mit Kompositionen von ihm – wurde er mit der Filmmusik betraut. Er komponierte auch die Vor- und Abspannlieder Kaze no Tani no Naushika (風の谷のナウシカ) und Tori no Hito (鳥の人).
Der Film ist, wie bei japanischen Produktionen üblich, weitgehend in Cel-Animation als Limited Animation produziert. Für die Animation der Ohmu jedoch wurden deren Hautplatten in Pappe gefertigt, sodass sie zueinander verschoben und dabei abgefilmt werden konnten, um eine realistische Bewegung zu erzeugen. Diese wurde später über die Hintergründe montiert. Für die Traumsequenzen, die aus Nausicaäs Vergangenheit erzählen, wurden mehrere Cels (Bildfolien) übereinander gelegt, unterschiedlich ausgeleuchtet und mehrfach abgefilmt. Visuelle Bezüge gibt es unter anderem in der Eingangssequenz, die an Die tollkühne Hexe in ihrem fliegenden Bett erinnert, und in der Gestaltung der Kavernen unter dem Meer der Fäulnis, die an Die Reise zum Mittelpunkt der Erde von 1959 angelehnt sind. Im Vergleich zum Manga, der sehr detaillierte, kupferstichartige Darstellungen der Figuren und Hintergründe zeigt, ist der Stil des Animes deutlich einfacher gehalten, um überhaupt als Animation umsetzbar zu sein.

## Veröffentlichung

### In Japan

Der WWF präsentierte den Film, sein Logo ist auch im Vorspann zu sehen

Der Film kam am 11. März 1984 in die japanischen Kinos, vertrieben von Tōei und präsentiert vom WWF. Er wurde bis zum 1. Mai 1984 in den Kinos gezeigt. Eine erste Veröffentlichung auf einem Kaufmedium erfolgte 1996 mit der Laserdisc Juburi ga Ippai Sutajio Jiburi LD Zenshū, die alle bis dahin produzierten Ghibli-Filme enthält. Später folgten weitere Veröffentlichungen auf VHS und DVD.

### Westliche Fassungen

Universum Anime brachte den Film erstmals ungeschnitten auf Deutsch heraus.

Die Firma New World Pictures erwarb 1985 die US-Rechte an Nausicaä. Für eine Veröffentlichung als Kinderfilm unter dem Titel Warriors of the Wind kürzte sie den Anime um mehr als 23 Minuten, also etwa ein Fünftel der Gesamtlänge. Die ökologische und pazifistische Botschaft wurde entfernt und durch einen Kampf des Guten gegen das Böse ersetzt. Auch die Namen wurden verändert, so kämpfte nun „Prinzessin Sandra“ gegen böse „Gorgonenmonster“. Diese US-Fassung gelangte auch nach Europa, wo sie in Frankreich bei Aprovision als La Princesse des Etoiles und auf Deutsch 1986 bei UFA als Sternenkrieger erschien, jeweils auf VHS.
In der ungekürzten Originalfassung ist Nausicaä aus dem Tal der Winde auf Deutsch am 5. September 2005 bei Universum Anime auf DVD erschienen, mit japanischer, englischer und neuer für die DVD erstellter deutscher Sprachfassung. Am 15. April 2011 erschien der Film ungekürzt ebenfalls bei Universum Film auf Blu-ray. Enthalten sind bei dieser Version die japanische sowie die deutsche Sprachfassung. Diese Blu-Ray-Fassung ist mit 117 Minuten ca. 5 Minuten länger als die DVD-Veröffentlichung, da der Film jetzt durch die neue Abtastung wieder in der Originalgeschwindigkeit läuft und die künstliche Beschleunigung durch die Konvertierung von NTSC zu PAL wieder ausgeglichen wurde. Da die deutsche Neusynchro für die DVD gleich für 25 fps aufgenommen wurde und nun der Film um 4 % auf die Originalgeschwindigkeit verlangsamt wurde, klingen die Stimmen der deutschen Sprecher jetzt um ca. einen Halbton tiefer als ursprünglich aufgenommen.

### Synchronisation
Die deutsche Synchronfassung entstand bei der Film- und Fernseh-Synchron in München nach einem Dialogbuch und unter der Dialogregie von Cornelius Frommann.
| Rolle    | Japanischer Sprecher (Seiyū) | Deutscher Sprecher |
| -------- | ---------------------------- | ------------------ |
| Nausicaä | Shimamoto Sumi               | Anke Kortemeier    |
| Yupa     | Gorō Naya                    | Claus Brockmeyer   |
| Mito     | Nagai Ichirō                 | Bert Franzke       |
| Kushana  | Sakakibara Yoshiko           | Claudia Lössl      |
| Kurotowa | Kayumi Iemasa                | Matthias Klie      |
| Asbel    | Yōji Matsuda                 | Stefan Günther     |

## Adaptionen
Zum Film erschienen zwei Computerspiele. 1984 kam Naushika Kiki Ippatsu für den NEC PC-6001 heraus, es folgte Kaze no Tani no Naushika für die Plattform NEC PC-8801. Beide von Technopolis Soft entwickelten Spiele wurden von Tokuma Shoten vertrieben.
Der Soundtrack des Films erschien in mehreren Fassungen auf insgesamt acht CDs.
1990 brachte Tokuma Shoten einen vierbändigen Anime-Comic bestehend aus Standbildern des Films heraus. Eine zweibändige Fassung für Kinder folgte 1998.

## Analyse

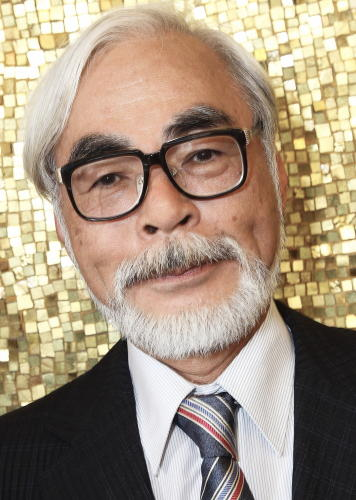
Hayao Miyazaki

Laut Frederik L. Schodt ist die Figur Nausicaäs bei der Umsetzung des Mangas dem im Anime üblichen Bild einer niedlichen jungen Frau angepasst worden. Durch die Änderung der Handlung und dem Entwurf eines, im Gegensatz zum Manga, schnellen Endes, sei dieses im Gegensatz zum Manga deutlich hoffnungsvoller und Nausicaä erfülle im Film viel stärker die Rolle einer Christus-artigen Erlöserin. Für Patrick Drazen steht die Figur Nausicaäs im Film im Gegensatz zu der Kushanas. Während Kushana, beeinflusst durch ihr Umfeld und ihre Erfahrung mit Insekten, zwar glaubt, das Richtige zu tun, dabei aber viel Schaden anrichtet, ist Nausicaä eine Heldin, die mit ihrer Unangepasstheit schließlich alle rettet. Ihre unorthodoxen Taten haben aber alle eine Begründung und jederzeit, auch im Kampf, entspricht sie so dem japanischen Begriff yasashii („freundlich; sanft; gütig“), der fest zu den Charaktereigenschaften von Heldinnen gehört. Gerade in diesem Sinne ähnelt sie sehr San aus Prinzessin Mononoke.
In Nausicaä erkennt die Japanologin Susan J. Napier die beiden wesentlichen Elemente von Miyazakis Filmen. Zum einen wird in dem postapokalyptischen Szenario sowohl gezeigt, was die Menschheit durch ihr eigenes Handeln verloren hat, als auch durch das Vorbild Nausicaäs, dass eine bessere Zukunft möglich ist. Die Erzählstruktur des Films sei dabei die der klassischen apokalyptischen Erzählung. Die Heldin Nausicaä beschützt in deren Verlauf ihr Volk vor den drei Bedrohungen Gift, Krieg und den Ohmu. Am Ende steht eine Szene von Tod und Wiedergeburt. In diesem Sinne vertrete der Film konservative Werte, die Traditionen und die alte Ordnung, ein Königreich mit seiner Prinzessin, werden erhalten beziehungsweise wiederhergestellt. Die Handlung sei damit europäisch-christlichen Erzählungen von der Apokalypse ähnlich, jedoch ohne eine Betonung von Strafe und Belohnung. Zum anderen tritt eine starke weibliche Hauptfigur auf, die im Falle Nausicaäs männliche und weibliche Stereotype vereint. Sie zeigt sich sowohl kämpferisch und technisch begabt wie auch fürsorglich und, ähnlich wie viele Charaktere des Shōjo-Genres, „niedlich“ und charmant. So entsteht eine scheinbar alleskönnende Figur, der zum Schluss sogar die Rolle einer Erlöserin zukommt. Da ihre Sexualität während der ganzen Handlung keine Bedeutung hat, könne man Nausicaä auch, entsprechend dem Kritiker Tōji Kamata, als in erster Linie androgyne Figur bezeichnen, so wie es beispielsweise auch Bodhisattva sind. Durch die Szene, in der sie aus Wut die Soldaten tötet, die ihren Vater umgebracht haben, und dies sogleich bedauert, gewinnt Nausicaä aber an Glaubwürdigkeit und Menschlichkeit beim Zuschauer. Die Szene zeigt auch eine kritische Auseinandersetzung mit der Gewalt, die in anderen apokalyptischen Actionfilmen in großem Maße vorkommt. Mit beiden, dem Szenario und der Hauptfigur, sei Miyazaki eine Verfremdung und Umkehrung der typischen post-apokalyptischen Geschichte und deren Protagonisten sowie die Schaffung einer einzigartigen, modernen Heldin gelungen. Während andere wie Hiromi Murase die weiblichen Charaktere Miyazakis, insbesondere Nausicaä, als realitätsfern bezeichnen, sind sie für Napier durchaus realistisch, gemessen am jeweiligen Szenario.
Thomas Lamarre setzt den Film in Bezug zu Miyazakis Ansichten zum Verhältnis der Menschen zu Natur und Technologie und vergleicht mit dem pessimistischen Weltbild Paul Virilios, in dem stetiges Streben nach Beschleunigung zu immer größerer Zerstörung führe, und der Philosophie Heideggers. Wie Virilio vertrete Miyazaki im Film eine pessimistische Erwartung von der Zukunft, in der sich der Fortschritt gegen die Menschen wendet, doch zeigt er in der Figur Nausicaäs einen Gegenentwurf, der sich auf Beobachtung der Natur und einfache Techniken beschränkt, und entwickele wie Heidegger ein deterministisches Verständnis von Technologie nicht als Problem mit Lösungen, sondern als eine Gegebenheit, die Auswirkungen auf Verhalten und Wahrnehmung der Menschen hat. Für diese Wirkung gebe es keine Lösung, stattdessen eine Erlösung in einer Aufgabe dieser Art von Fortschritt, konkret in der Lossagung von Waffen, die Miyazaki als von ihrer Natur her außer Kontrolle darstellt. Als Alternative zeige Miyazaki in seinen Filmen seit Nausicaä eine wenig technisierte, von Windkraft angetriebene Gesellschaft. Das im Film wie auch dessen Vorlage sehr dominante Motiv der kleinen und großen, vielfältigen Flugmaschinen kehrt in vielen Werken Miyazakis wieder und spiegelt seine Faszination für Flugzeuge wider. Doch auch in der Darstellung dieser Maschinen zeige sich Miyazakis Ablehnung von Hochtechnologie: Die Maschine Nausicaäs ist ein Gleitflieger, kommt mit einfachsten Mitteln aus, während die komplizierteren Maschinen die der Angreifer sind. So zeige er ein unabhängigeres Verhältnis zur Technologie als Vision, die er der Dystopie entgegenstellt. Dies werde auch unterstützt durch die verwendeten Animationstechniken. Anstatt der im westlichen Animationsfilm und Kino üblichen Bewegungen in die Tiefe des Raums bewegen sich die Figuren in Nausicaä und anderen Filmen Miyazakis – besonders in den Flugszenen – seitlich vor einem naturalistischen Hintergrund und die Tiefenwirkung wird durch unterschiedliche Bewegungen in Vorder- und Hintergrund erzeugt. Dieses Animationsprinzip, das sich von auf ballistisch anmutenden und nach Geschwindigkeit strebenden Kino abgrenzt, das Virilio kritisiert, nennt Lamarre „animetism“. Er sieht dessen über den Hintergrund schwebende Cel-Ebenen als stellvertretend für Miyazakis Gegenentwurf einer entschleunigten Gesellschaft. Auch die Rollen, in denen Miyazaki Frauen zeigt – hier Nausicaä und Kushana – sind geeignet, Klischees aufzubrechen. Dies bezieht Lamarre nicht nur auf die Frauenrollen selbst, sondern auch auf das Verhältnis der Menschen zur Technologie, da im Film nicht wie üblich Männer, sondern Frauen die Herren über die Technik sind. Er macht auch darauf aufmerksam, dass in Nausicaä wie in anderen Filmen Miyazakis nie die Natur von sich aus gefährlich ist. Die von der Natur ausgehende Bedrohung ist immer eine Folge menschlichen Handelns.

## Erfolg, Wirkung und Rezeption
Von der japanischen Filmkritik wurde der Film sehr positiv aufgenommen, er gewann 1984 den Großen Preis des Magazins Animage, 1985 dann den Seiun-Preis als Bester Film und 1986 den Ōfuji-Noburō-Preis. Der Erfolg an den Kinokassen war mit 740 Mio. Yen und eine Million Kinobesuchern weder gering noch überwältigend. Bei den Anime-Fans gewann der Film eine große Anhängerschaft, zehn Jahre lang stand er an der Spitze der von ihnen gewählten Liste der beliebtesten Animes des Magazins Animage, noch zwei Jahrzehnte nach Veröffentlichung auf den vorderen Plätzen der Liste. Diese positiven Erfahrungen führten dazu, dass der Verlag Tokuma Shoten das Studio Ghibli finanzierte, in dem das Team von Nausicaä weitere Filme produzieren sollte. Toshio Suzuki, erster Redakteur und Gründer Animage und Tokuma Shoten, wurde später Präsident des Studios. Hideaki Anno, der später mit dem Studio Gainax erfolgreiche Animes wie Die Macht des Zaubersteins und Neon Genesis Evangelion produzierte, war bei Nausicaä als Animator tätig. Von Kulturhistoriker Tsugata Noboyuki wird der Film zusammen mit Uchū Senkan Yamato als einer der wesentlichen Einflüsse für eine neue Phase von Anime in den 1980er Jahren genannt. Miyazaki selbst war mit dem Film, insbesondere mit dessen gezwungen wirkendem positiven Ausgang mit Nausicaä als Erlöserin, nicht zufrieden und gab ihm danach gefragt 65 von 100 Punkten.
Bis zur Veröffentlichung von Prinzessin Mononoke war Hayao Miyazaki im Westen vor allem durch Nausicaä bekannt. Frederic L. Schodt lobt den Film als eine gelungene Umsetzung des Mangas und hebt die für die Zeit und angesichts des – zum Beispiel im Vergleich zu Disney – niedrigen Budgets dennoch hohe Qualität der Animation hervor. Die Erzählweise, die Szenerie gemischt aus Science-Fiction und Mittelalter und die ökologische Fragestellung sei kunstfertig in den Film übertragen worden. Patrick Drazen nennt den Film das erste von Miyazakis Meisterwerken, mit einer postapokalyptischen Welt, die im Gegensatz zu anderen Szenarien wie in Bubblegum Crisis oder Neon Genesis Evangelion weniger zynisch ist. Das Werk habe den japanischen Animationsfilm nachhaltig verändert, wie kaum ein anderes. Viele Szenen berührten die Zuschauer und prägten sich ihnen ein. Bedeutend sei der Film auch, da er die erste Zusammenarbeit Miyazakis mit dem Komponisten Joe Hisaishi darstellt, der die Musik zu fast allen weiteren Filmen Miyazakis komponieren sollte. In der Anime Encyclopedia wird herausgehoben, dass im Film eine Mischung aus Erlöser- und ökologischer Botschaft mit Action und Abenteuer gelinge. Das Werk habe vor allem mit seiner ökologischen Botschaft viele spätere Filme beeinflusst, aber auch visuell, zum Beispiel Final Fantasy, dessen Reittiere Chocobos denen aus Nausicaä entlehnt sind.
Die gekürzte Fassung stieß auf heftige Kritik. Toren Smith, Gründer der Manga-Übersetzungsagentur Studio Proteus und Ende der 1980er-Jahre maßgeblich beteiligt an der Einführung von Manga in den USA, bezeichnete Warriors of the Wind in einem Interview 1990 als „unzusammenhängenden Müll, geeignet für geistig gestörte 12-Jährige“ („incoherent garbage suitable for mentally defective 12-year-olds“). Toshio Suzuki, der Produktionschef von Studio Ghibli, distanzierte sich in einem 1996 veröffentlichten Text im Namen des Studios offiziell von Warriors of the Wind („If any of you have seen this edited version, we'd like to ask you to dismiss it from your minds“ – „Sollte jemand von Ihnen diese geänderte Fassung gesehen haben, möchten wir Sie bitten, sie aus Ihrem Gedächtnis zu streichen“) und auch Hayao Miyazaki war entsetzt. Dennoch gewann der Film in der veränderten Fassung 1985 den ersten Preis bei der Los Angeles International Animation Celebration. Die Bearbeitung führte in Japan – beim Studio Ghibli und anderen Firmen – dazu, dass sie später deutlich stärker darauf achteten, wie ihre Werke im Ausland veröffentlicht wurden, und entsprechende Klauseln in Verträge aufnahmen.
Die deutsche Zeitschrift AnimaniA bezeichnet Nausicaä als „rasantes und fesselndes Fantasy-Abenteuer mit umweltpolitischer Brisanz“. Die Fantasy-Welt sei perfekt zusammengefügt und das Design gelungen, besonders Miyazakis Begeisterung für Fluggeräte aller Art falle auf. Im Vergleich zum Manga sei der Anime deutlich weniger komplex und biete leichtere Kost. Gelobt wird auch die atmosphärische Musik und die flüssige, handwerklich solide deutsche Synchronisation.
Nach dem Film, sowie der historischen Sagengestalt, wurde das Volk der Nausicaaner aus Raumschiff Enterprise: Das nächste Jahrhundert benannt.